# Municipio de Kinderhook (Míchigan)
El municipio de Kinderhook (en inglés: Kinderhook Township) es un municipio ubicado en el condado de Branch en el estado estadounidense de Míchigan. En el año 2010 tenía una población de 1497 habitantes y una densidad poblacional de 27,07 personas por km².

## Geografía
El municipio de Kinderhook se encuentra ubicado en las coordenadas 41°47′4″N 84°59′46″O / 41.78444, -84.99611. Según la Oficina del Censo de los Estados Unidos, el municipio tiene una superficie total de 55.31 km², de la cual 50,43 km² corresponden a tierra firme y (8,82 %) 4,88 km² es agua.

## Demografía
Según el censo de 2010, había 1497 personas residiendo en el municipio de Kinderhook. La densidad de población era de 27,07 hab./km². De los 1497 habitantes, el municipio de Kinderhook estaba compuesto por el 96,86 % blancos, el 0,2 % eran afroamericanos, el 0,53 % eran amerindios, el 0,6 % eran asiáticos, el 0,73 % eran de otras razas y el 1,07 % eran de una mezcla de razas. Del total de la población el 1,67 % eran hispanos o latinos de cualquier raza.